# Tachina longiunguis
Tachina longiunguis là một loài ruồi trong họ Tachinidae.